# Eremiaphila moretii
Eremiaphila moretii är en bönsyrseart som beskrevs av Bolivar 1886. Eremiaphila moretii ingår i släktet Eremiaphila och familjen Eremiaphilidae.

## Underarter
Arten delas in i följande underarter:
- E. m. maculata
- E. m. moretii